# Canale-di-Verde
Canale-di-Verde település Franciaországban, Haute-Corse megyében. Lakosainak száma 302 fő (2022. január 1.). Canale-di-Verde Chiatra, Linguizzetta, Pietra-di-Verde és San-Giuliano községekkel határos.

## Népesség
A település népességének változása:
| Lakosok száma | 215  | 356  | 275  | 328  | 346  | 334  | 321  | 317  | 312  | 302  |
|               | 1968 | 1982 | 1990 | 2006 | 2013 | 2015 | 2017 | 2019 | 2020 | 2022 |